# Reflex útěku
Reflex útěku je druh únikové reakce. Je to jednoduchá reakce na podnět, který vykazuje nebezpečí a vede k úniku zvířete.
Různá zvířata mohou mít specializované reflekční oběhy. Únikové reflexy kontrolují zdánlivě chaotický pohyb např. švába utíkajícího před nohou, která se ho snaží zašlápnout.
Ve většině příkladů zvířecího únikového reflexu se účastní i reflex stažení, například ucuknutí ruky v odpověď na bolest. Sensory v stimulované části těla pošlou signál do míchy po smyslovém nervu. V páteři reflexní oblouk přepne signál zpět do svalů ruky skrz střední nerv a poté do pohybového nervu; sval se stáhne. Často je to doprovázeno odpovědí opačné končetiny. Protože se to děje automaticky a nezávisle v míše né v mozku, tak mozek si uvědomí odpověď až poté co se stane.
Oblouky reflexe útěku jsou důležité pro přežití, dovolují organismu vyvolat rychlou akci a vyhnout se potenciálnímu nebezpečí.

## Příklady reflexů útěku
- Reflex stažení
- Shýbnutí hlavy
- Nadskočení při hlasitém zvuku
- Škubnutí části těla, když se dotkne něčeho příliš horkého nebo studeného.